# Luppa Péter
Luppa Péter (Pomáz, 1838. június 21. – Pomáz, 1904. december 28.) szerb származású magyar közgazdász; földbirtokos, mérnök, országgyűlési képviselő.

## Élete

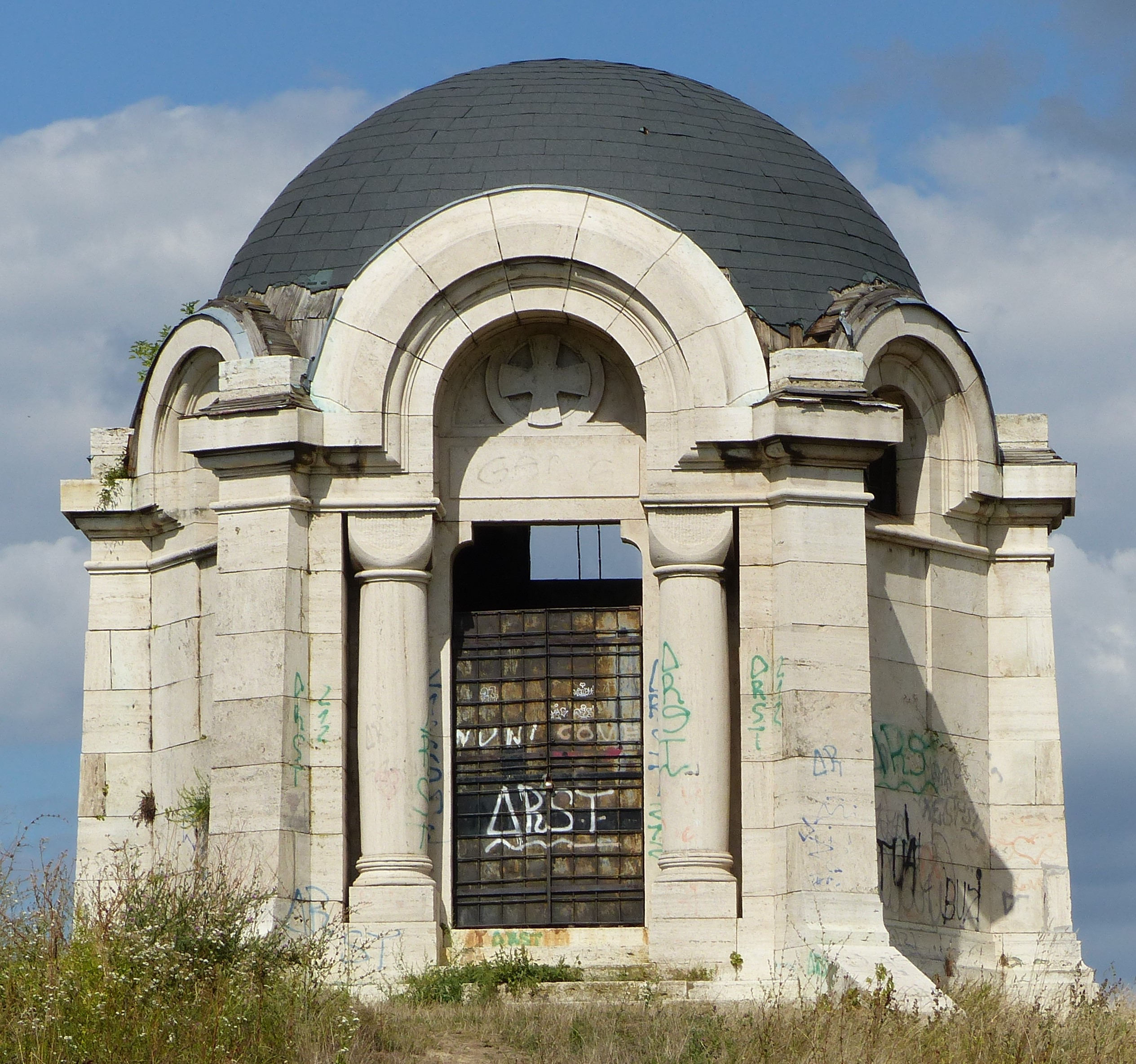
A Luppa család mauzóleuma

Luppa Vazul és a szentendrei szerb származású Kálics Mária gyermekeként született. Nyolc testvére volt. A családban szerbül beszéltek. Középiskoláit Pesten, a műegyetemet pedig Bécsben végezte, ahol mérnöki oklevelet nyert. 1857-ben Bécsből öt technikus társával csónakon ment le a Fekete-tengerre. Keleti utazását közzétette részint saját neve, részint Kőhegyi álnév alatt. 1861-től több évig, többféle irányban mint mérnök dolgozott és Pest megye tiszteletbeli főmérnöke lett. 1863-ban birtokára Pomázra ment és ott mintagazdaságot rendezett be. 1875-ben és 1878-ban a szentendrei kerületben képviselővé választatott. A szabadelvű párti körből az önálló bank és vámterület kérdése miatt kilépett és azután pártonkívüli maradt. Az 1884. évi választáskor kisebbségben maradt. 1887-től ismét régi kerületét képviselte s újra tagja lett a Szabadelvű Pártnak. A számvizsgáló bizottság tagja volt. A filoxéra tanulmányozása céljából hosszabb utazást tett Franciaországban; tapasztalatait a kormány rendelkezésére bocsátotta; ezért a Ferenc József-rend középkeresztjével tüntettetett ki. A szerb egyházi kongresszuson is már háromszor volt képviselő.
Legjobb barátja Dumtsa Jenő szentendrei polgármester volt. Mauzóleuma Pomázon, a róla elnevezett utcában van. Róla nevezték el a Lupa-szigetet.
Útleírási, történeti, régészeti, közgazdasági, különösen szőlőgazdasági és politikai cikkeket írt. Levelei Bécsből a Magyar Néplapban (1857.); cikkei a Vasárnapi Ujságban (1858. Hunyady János egyháza és diadala Szent Imrén, Nagy- és Kis-Czenk, 1859. A regényes Vágvölgy Galgócztól föl Tepliczig, 1860. Szkleno, Hunyady János egyháza Tövisen, Előpataki fürdő, Emléktöredékek törökországi utinaplómból, Somoskő romjai, Lánzsér várromjai, Duna-Földvár, Bajmocz, 1861. Felső-borsodi képek, Mária-Besnyő, 1863. Bálványos vára, Mihály vajda síremléke a kalugeri mezőn Oláhországban, Mező-Túr, 1865. Tétényi kastély, mind képekkel); a Délibábban (1858. A bécsi műegyetem); a Napkeletben (1858. Uti kalandok); politikai czikkeket és leveleket írt a Honba, Egyetértésbe és Ellenőrbe.
Képviselőházi beszédei a Naplókban (1892.) vannak.